# 제석전설
제석전설(帝釋傳說)은 한국의 전설이다.

## 내용
도를 닦는 중이 시주를 거두려고 하산하였다. 중은 당금아기가 주는 좁쌀을 일부러 쏟아뜨려 주워 담게 하는 수작을 부리면서 마침내 그 아이를 데리고 절로 돌아왔다. 절간에 들어간 두 남녀는 같은 방에서 자게 되었는데 중은 아랫목에서, 당금아기는 윗목에서 따로 잤다. 그런데 당금아기가 세 아들을 낳았다. 중은 목탁으로 오줌통을 만들고 장삼을 벗어 어린아이 옷을 만들어 입혀 길렀다. 이 세 아들이 제석(帝釋) 3신(三神)이 되었다.